# Caroline von Hessen-Rotenburg

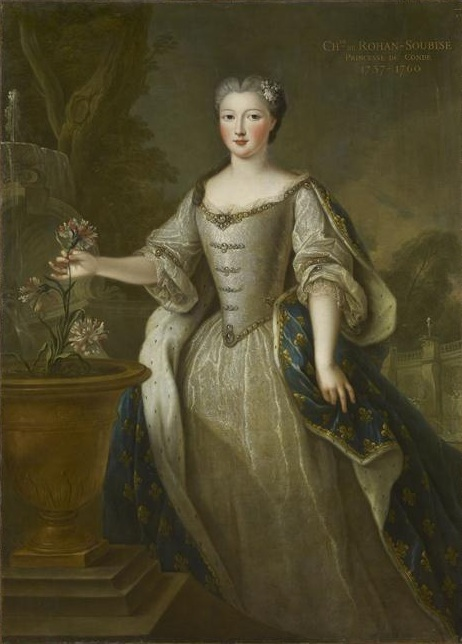
Caroline von Hessen-Rotenburg (1714–1741)

Caroline von Hessen-Rotenburg (* 18. August 1714 auf Schloss Rotenburg; † 14. Juni 1741 in Paris) war eine paragierte landgräfliche Prinzessin und durch Heirat Herzogin von Bourbon.

## Leben

### Herkunft und Familie
Caroline von Hessen-Rotenburg wurde als Tochter des Landgrafen Ernst Leopold II. von Hessen-Rotenburg (1684–1749) und dessen Gemahlin Eleonore Maria Anna von Löwenstein-Wertheim (1686–1753) geboren und wuchs zusammen mit ihren Geschwistern
- Joseph (1705–1744, ⚭ 1726 Prinzessin Christine zu Salm-Neufville (1707–1775))
- Polyxena Christina Johannetta (1706–1735) ⚭ 1724 König Karl Emanuel III. von Sardinien
- Alexander (1710–1739), gefallen in der Schlacht bei Grocka
- Eleonora Philippina (1712–1759) ⚭ 1731 Pfalzgraf Johann Christian zu Sulzbach
- Konstantin (1716–1778. Landgraf von Hessen-Rheinfels-Rotenburg)

und
Christine (1717–1778, ⚭ 1740 Prinz Louis Victor von Savoyen-Carignan (1721–1778)) auf.

### Wirken
Zusammen mit ihrer Schwester Eleonora begleitete Caroline ihre ältere Schwester Polyxena nach Savoyen, wo sie auf Brautzug war. In Annecy kam Caroline zur weiteren Erziehung in das Kloster der Salesianerinnen. Im Juni 1728 wurde sie im Wege einer Prokurationsheirat, bei der ihr Bruder Alexander den Bräutigam vertrat, mit dem älteren Louis Henry von Bourbon in Rotenburg  vermählt. Die Trauungszeremonie wurde einige Wochen später im Juli in  Sarri bei Chalons nachgeholt. Aus der Ehe ging der Sohn Louis Joseph (1736–1818, Ritter des Goldenen Ordens) hervor.
Caroline wurde eine Liaison mit dem französischen Diplomaten Jean-Baptiste-François-Joseph de Sade (1702–1767) nachgesagt. Sie soll hübsch gewesen sein und stand in einer Liste möglicher Ehefrauen für den König Ludwig XV. Wegen ihrer Launenhaftigkeit wurde sie jedoch aus der Liste gestrichen.
1741 starb sie und wurde im Karmelitinnenkloster beigesetzt. Die Pfarrkirche St. Sulpice in Paris erhielt ihre Eingeweide.